# Diether Breitenbach

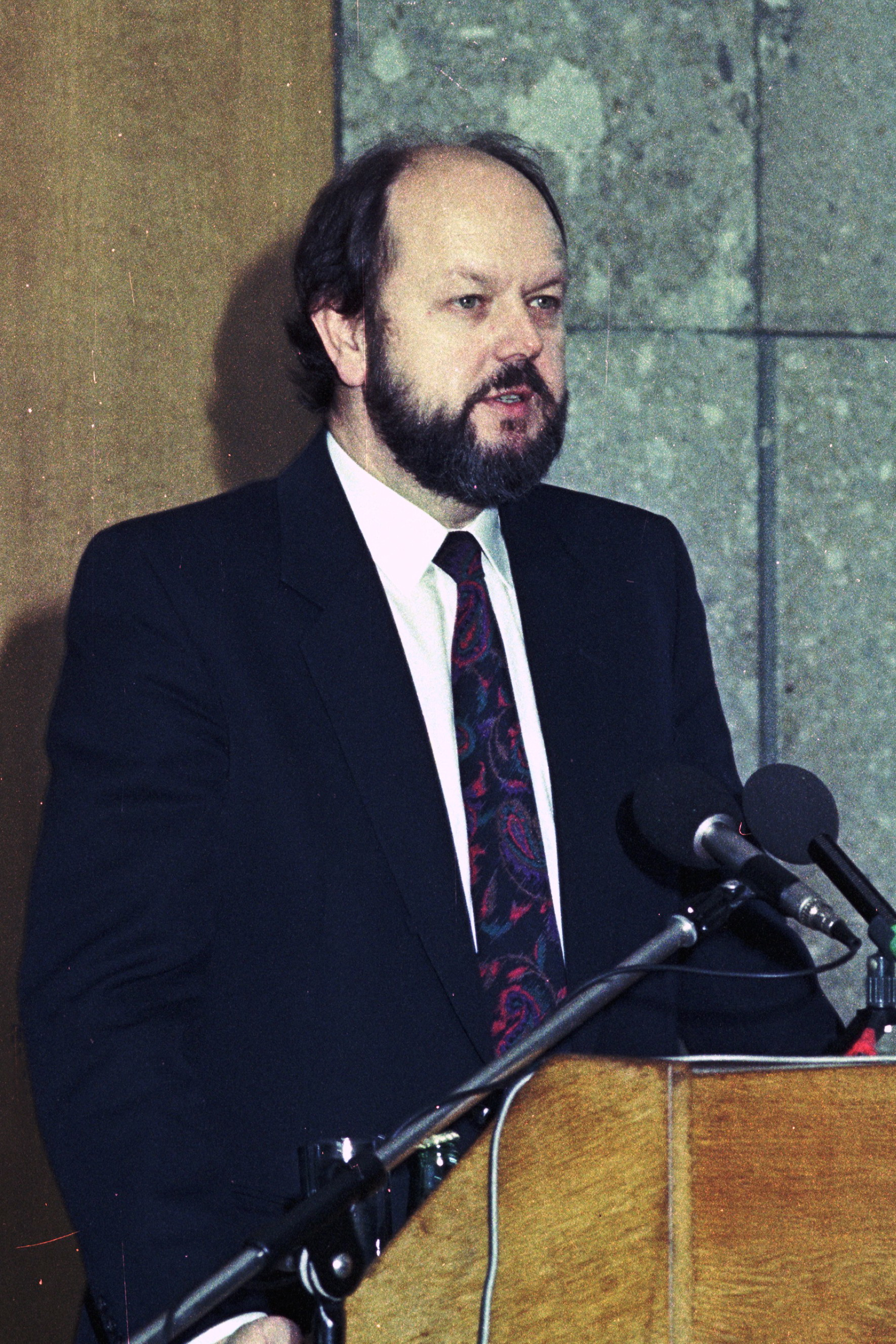
Diether Breitenbach (1986)

Diether Breitenbach (* 13. Mai 1935 in Dortmund) ist ein deutscher Psychologe und Politiker (SPD).

## Ausbildung und Beruf
Nach seinem Abitur im Jahr 1955 studierte Breitenbach Psychologie, Philosophie, Geografie und Germanistik in Münster, Freiburg und Hamburg. Er schloss 1959 in Psychologie ab und promovierte 1974 zum Dr. phil.
1959 arbeitete er als Forschungsassistent in Hamburg. Ab 1960 leitete er die Studienstelle der Deutschen Stiftung für Entwicklungsländer in Berlin. Im Jahr 1962 wechselte er an das Institut für Entwicklungshilfe der Universität des Saarlandes und war dort als wissenschaftlicher Mitarbeiter tätig. In den Jahren 1974 bis 1978 war Breitenbach Professor für Psychologie an der PH Saarbrücken und Leiter des Instituts für Unterrichtsforschung; ab 1975 war er auch Rektor der Hochschule. Im Jahr 1978 nahm er einen Ruf an die Universität des Saarlandes an. Seine Forschungsschwerpunkte lagen im Bereich der interkulturellen Kommunikation und der pädagogischen Psychologie.

## Politik
Der SPD gehört Breitenbach seit 1970 an. In den Jahren 1972 bis 1985 hatte er den Vorsitz der Kommission Bildung und Wissenschaft beim saarländischen Landesvorstand inne. Oskar Lafontaine berief ihn 1985 als saarländischer Minister für Kultus, Bildung und Wissenschaft in sein erstes Kabinett. Im Kabinett Lafontaine II (1990–1994) war Breitenbach für die Ressorts Wissenschaft und Kultur zuständig, danach im Kabinett Lafontaine III wieder für Bildung, Kultur und Wissenschaft. Er setzte sich u. a. für eine stärkere Verbreitung von Gesamtschulen im Saarland und die Integration Behinderter in die Regelschule ein. Von 1991 bis 1996 war er Vertreter der Länder im Bildungsministerrat der Europäischen Gemeinschaft, seit Ende 1993 als vom Bundesrat benannter Länderminister. Im September 1996 wurde er von Henner Wittling abgelöst.
Seit 1972 ist Breitenbach Mitglied der Gewerkschaft Erziehung und Wissenschaft. Er steht außerdem dem Verein Freunde des Universitätsklinikums des Saarlandes vor, der im Jahr 1997 auf seine Initiative hin gegründet wurde.

## Privates
Breitenbach ist verheiratet und hat drei Kinder.
| Personendaten    | Personendaten                            |
| ---------------- | ---------------------------------------- |
| NAME             | Breitenbach, Diether                     |
| KURZBESCHREIBUNG | deutscher Psychologe und Politiker (SPD) |
| GEBURTSDATUM     | 13. Mai 1935                             |
| GEBURTSORT       | Dortmund                                 |